# IC 2465
IC 2465 је спирална галаксија у сазвјежђу Лав која се налази на листи објеката дубоког неба у Индекс каталогу.
Деклинација објекта је + 24° 26' 46" а ректасцензија 9h 23m 31,5s. Привидна величина (магнитуда) објекта IC 2465 износи 14,5 а фотографска магнитуда 15,3.